# Кэмпбелл, Колин (фельдмаршал)
Колин Кэмпбелл, 1-й барон Клайд Клайдсдельский (с 3 августа 1858) (англ. Colin Campbell, 1st Baron Clyde of Clydesdale; 20 октября 1792 — 14 августа 1863) — британский государственный и военный деятель шотландского происхождения, фельдмаршал (9 ноября 1862).

## Ранние годы
Колин Макливер (Macliver,M’Liver) был старшим сыном столяра-краснодеревщика из Глазго Джона Макливера и Агнес Кэмпбелл.
Был отдан на обучение в Высшую школу Глазго (High School of Glasgow). Когда ему было 10 лет, брат его матери майор Джон Кэмпбелл перевёл племянника на обучение в Королевскую военную и морскую академию (Royal Military and Naval Academy) в Госпорте. В 15 лет дядя представил его герцогу Йоркскому, который зачислил мальчика под фамилией Кэмпбелл на службу в армию.

## Военная служба
По протекции дяди, 26 мая 1808 года Колин был произведен в чин энсина (ensign) 9-го пехотного полка (9th Regiment of Foot). В 1808—1809 годах участвовал в войне на Пиренейском полуострове в сражениях при Вимейру и Ла-Корунье. 18 июля 1809 года произведён в лейтенанты. Осенью участвовал в неудачной  Голландской экспедиции.
В 1810 году переведён в Гибралтар, где продолжил Пиренейскую кампанию. 5 марта 1811 года участвовал в сражении при Барросе, 21 июня 1813 года — в сражении при Витории, 25 июля  серьёзно ранен во время штурма Сан-Себастьяна, где возглавил штурмовую колонну. 7 октября вновь получил ранение в сражении у Бидасоа.
3 ноября 1813 года произведён в капитаны 7-го батальона 60-го (Королевского американского) пехотного полка, где получил в командование роту. Был отправлен в Новую Шотландию, но не успел принять участие англо-американской войне  и вернулся в Европу.
В ноябре 1816 года в составе 5-го батальона 60-го пехотного полка переведён в Гибралтар. 26 ноября 1818 года перевёлся в 21-й полк королевских фузелёров и был отправлен на Барбадос. В 1821 году — в Британскую Гвиану, где в 1823 году участвовал в подавлении восстания рабов в Демерере. 26 ноября 1825 года выкупил звание майора, 26 октября 1832 года — подполковника.
8 мая 1835 года назначен командиром 9-го пехотного полка, 19 июня — 98-го пехотного полка.
21 июля 1842 года, в ходе Первой опиумной войны, в главе 98-го пехотного полка, отличился в битве при Чжэньцзяне. 23 декабря произведён в полковники и назначен комендантом Гонконга.
В 1844 году ему присвоено временное звание бригадного генерала. В октябре 1846 года переведён в Калькутту, в январе 1847 года назначен командиром бригады в Лахоре. Принимал участие во Второй англо-сикхской войне. В июне 1849 года принят в орден Бани в ранге рыцаря-командора, в связи с чем получил право на титул «сэр».
Участвовал в Крымской войне. 21 февраля 1854 года получил временное звание бригадного генерала и назначен командиром бригады шотландских горцев. 20 июня — звание генерал-майора. Высадившись в Крыму, 20 сентября участвовал в сражении при Альме, 25 октября — в Балаклавском сражении («тонкая красная линия» 93-го (Шотландских горцев Сазерленда) пехотного полка). 23 января 1855 года произведён в временные генерал-лейтенанты, 5 июля принят в Рыцари большого креста ордена Бани. Сменил герцога Кембриджского в качестве командира 1-й дивизии (бригада шотландских горцев и гвардейская бригада). 8 сентября участвовал в штурме севастопольского Большого Редана.
4 июня 1856 года ему присвоено временное звание полного генерала и постоянное звание генерал-лейтенанта.
11 июля 1857 года премьер-министр лордом Пальмерстон назначил его главнокомандующим британскими войсками в Индии с присвоением временного звания полного генерала. В ходе подавления Восстания сипаев лично руководил британскими войсками во время деблокады, а затем взятия Лакхнау, и во втором Канпурском сражении.
14 мая 1858 года ему присвоено постоянное звание полного генерала. 3 августа возведён в пэрство как барон Клайд Клайдсдельский. После выхода в отставку, 9 ноября 1862 года произведён в фельдмаршалы.
Умер 14 августа 1863 года в Чатеме. Похоронен в Вестминстерском аббатстве.

## Воинские звания
- энсин (26 мая 1808)
- лейтенант (28 января 1809)
- капитан (3 ноября 1809)
- майор (26 ноября 1825)
- подполковник (26 октября 1832)
- полковник (23 декабря 1842)
- генерал-майор (20 июня 1854)
- генерал-лейтенант (4 июня 1856)
- генерал (14 мая 1858)
- фельдмаршал (9 ноября 1862)

## Награды
- Рыцарь Большого креста Ордена Бани (5 июля 1855)
- Рыцарь-командор Ордена Бани (5 июня 1849)
- Рыцарь Ордена Бани (24 декабря 1842)
- Рыцарь — великий командор Ордена Звезды Индии (25 июня 1861)
- Орден Меджидие 1-го класса (Османская империя)
- Орден Святого Георгия 4-й степени (Россия, №3008, 6 августа 1815)
- Кавалер Большого креста Ордена Святых Маврикия и Лазаря (Сардинское королевство)
- Великий офицер Ордена Почётного легиона (Франция)